# Cal Terolo (el Prat de Llobregat)
Cal Terolo és una masia del Prat de Llobregat (Baix Llobregat) inclosa a l'Inventari del Patrimoni Arquitectònic de Catalunya.

## Descripció
Masia de dos cossos que combinen els esquemes 1.I i 3.I de Danés i Torras. El cos principal és de planta i pis, i està cobert amb teulada a quatre vessants. El cos secundari (possible graner) és d'un sol pis i es cobreix a dues vessants. Posteriorment deshabitada, tancada i amb els camps de l'entorn sense cultivar, situació que l'està portant a un deteriorament progressiu, començant per l'aixecament i caiguda de teules.